# Хогг, Эдвард
Э́двард Хогг (англ. Edward Hogg, род. 26 января 1979, Донкастер) — английский актёр кинематографа, театра и телевидения. Наиболее известен по ролям в фильме «Только представь!», мини-сериале «Джонатан Стрендж и мистер Норрелл» и телесериале «Табу».

## Ранняя жизнь и образование
Хогг является вторым из четверых детей в семье; он родился в Донкастере, но вырос в Шеффилде, где окончил среднюю школу. Его мать является учительницей, а отец — инженер-строитель на пенсии. В подростковом возрасте Хогг был членом нескольких музыкальных групп, в том числе он был вокалистом в постпанк коллективе Porno King. Когда группа распалась, он присоединился к любительской театральной группе Sheffield MISTCO, которую посещал вместе с младшей сестрой. Таким образом он перенёс любовь к выступлением на сцене из музыки в театр.
Хогг обучался актёрскому мастерству в Королевской академии драматического искусства в 1999—2002 годах.

## Карьера
Хогг дебютировал в спектакле «Сын моего отца» в Крусибл-театре. Он также появился в постановках таких пьес, как «Король Лир», «Ограбление» (Олд Вик в Бристоле), «Войцек» (главная роль; Гейт-театр и офф-Бродвей). Кроме того, он сыграл в «Мере за мерой», «Буре», «Последних днях Иуды Искариот» и «Рок-н-ролле». В Королевском национальном театре Хогг появился в спектаклях «Человек-подушка» и «Наш класс».
На телевидении Хогг снялся в мыльной опере «Врачи» и «Биение сердца», а также в одном из эпизодов «Безмолвного свидетеля». Он также работал на радио, озвучивая драматические произведения.
В кино Хогг дебютировал в фильме «Николас Никлби» в 2002 году, сыграв молодую версию персонажа Дэвида Брэдли, мистера Брэя. Первую главную роль он сыграл в фильме «Просветления Уайта» в 2009 году (Джеско Уайт). Он также появился в таких фильмах, как «Красавчик Алфи, или Чего хотят мужчины» (2004), «Песнь песней» (2006), «Кролик и бык» (2009) и короткометражках «Ветеран» и «Оттенки бежевого».
В фильме «Аноним» (2011) режиссёра Роланда Эммериха Хогг исполнил роль Роберта Сесила, 1-го графа Солсбери. В 2012 году он исполнил роль Эда в дебютном фильме Тома Школьника «Комедиант», а 2013 году сыграл Джеймса Стюарта, 1-го графа Морея в фильме «Мария — королева Шотландии».
Хогг сыграл Сегундуса в семисерийном мини-сериале «Джонатан Стрендж и мистер Норрелл» (2015), а также появился в роли Годфри в телесериале «Табу» (2017) на BBC One.

## Фильмография

### Кино
| Год  | Название на русском                    | Название на английском                | Роль                            | Примечания                  |
| ---- | -------------------------------------- | ------------------------------------- | ------------------------------- | --------------------------- |
| 2002 | Николас Никлби                         | Nicholas Nickleby                     | молодой мистер Брэй             | роль без слов               |
| 2004 | Красавчик Алфи, или Чего хотят мужчины | Alfie                                 | молодой парень                  |                             |
| 2005 | Братья Рок-н-Ролл                      | Brothers of the Head                  | Крис Дервиш                     | в титрах указан как Эд Хогг |
| 2006 | Песнь песней                           | Song of Songs                         | Люк                             | в титрах не указан          |
| 2009 | Просветления Уайта                     | White Lightnin’                       | Джеско Уайт                     |                             |
| 2009 | Кролик и бык                           | Bunny and the Bull                    | Стивен Торнбулл                 |                             |
| 2010 |                                        | Ollie Kepler’s Expanding Purple World | Олли Кеплер                     |                             |
| 2010 | Остров собак                           | Isle of Dogs                          | Райли                           |                             |
| 2011 | Аноним                                 | Anonymous                             | Роберт Сесил, 1-й граф Солсбери |                             |
| 2011 |                                        | Me or the Dog                         | Том                             |                             |
| 2012 | Только представь!                      | Imagine                               | Йен                             |                             |
| 2012 | Комедиант                              | The Comedian                          | Эд                              |                             |
| 2013 | Мария — королева Шотландии             | Mary, Queen of Scots                  | Джеймс Стюарт, 1-й граф Морей   |                             |
| 2014 | Допинг                                 | The Program                           | Фрэнки Андро                    |                             |
| 2015 | Восхождение Юпитер                     | Jupiter Ascending                     | Чиканери Найт                   |                             |
| 2015 | Убей своих друзей                      | Kill Your Friends                     | детектив-констебль Алан Вудхэм  |                             |
| 2016 | Навыки взрослой жизни                  | Adult Life Skills                     | сёрфингист                      |                             |

### Телевидение
| Год  | Название на русском                         | Название на английском                  | Роль                    | Примечания  |
| ---- | ------------------------------------------- | --------------------------------------- | ----------------------- | ----------- |
| 2002 | Знаменитость                                | Celeb                                   | Майкл Джексон           | 1 эпизод    |
| 2002 | Биение сердца                               | Heartbeat                               | Дэнни                   | 1 эпизод    |
| 2004 | Бермудский треугольник: Тайна глубин океана | The Bermuda Triangle: Beneath the Waves | лейтенант Чарльз Тейлор | ТВ фильм    |
| 2007 | Врачи                                       | Doctors                                 | Тоби Паркер             | 1 эпизод    |
| 2010 | Безмолвный свидетель                        | Silent Witness                          | Говард Дэй              | 2 эпизода   |
| 2010 | Плохие                                      | Misfits                                 | Эллиот / Иисус Христос  | 1 эпизод    |
| 2012 | Мёртвый босс                                | Dead Boss                               | Генри                   | 6 эпизодов  |
| 2013 | Борджиа                                     | The Borgias                             | Жорж Амбуаз             | 2 эпизода   |
| 2015 | Индийское лето                              | Indian Summers                          | Юджин Мэтерс            | 9 эпизодов  |
| 2015 | Джонатан Стрендж и мистер Норрелл           | Jonathan Strange & Mr Norrell           | Сегундус                | 7 эпизодов  |
| 2016 | Беовульф                                    | Beowulf                                 | Варр                    | 12 эпизодов |
| 2017 | Табу                                        | Taboo                                   | Майкл Годфри            | 8 эпизодов  |
| 2017 | Куртизанки                                  | Harlots                                 | Томас Хэксби            |             |

## Награды и номинации
| Год  | Награда                                                   | Категория                               | Работа                                  | Результат |
| ---- | --------------------------------------------------------- | --------------------------------------- | --------------------------------------- | --------- |
| 2005 | Премия Иэна Чарлсона                                      | Благодарность                           | Войцек                                  | Победа    |
| 2009 | Премия британского независимого кино                      | Самый многообещающий дебют              | Просветления Уайта                      | Номинация |
| 2009 | Мумбайский кинофестиваль                                  | Лучший актёр                            | Просветления Уайта                      | Победа    |
| 2009 | Монтеррейский кинофестиваль                               | Лучший актёр                            | Просветления Уайта                      | Победа    |
| 2010 | Shooting Stars Award на Берлинском кинофестивале          | Премия молодому актёру (Великобритания) | Премия молодому актёру (Великобритания) | Победа    |
| 2010 | Chopard/Premiere Magazine Award на Каннском кинофестивале | Открытие года (среди мужчин)            | Открытие года (среди мужчин)            | Победа    |